# Collinearità
In geometria vettoriale, due vettori {\displaystyle {\vec {u}}} e {\displaystyle {\vec {v}}} si dicono collineari se e solo se esiste uno scalare k tale che sia {\displaystyle {\vec {v}}=k{\vec {u}}} o, equivalentemente, {\displaystyle {\vec {u}}=k{\vec {v}}}.
Etimologicamente collineari significa giacenti sulla stessa linea retta. In effetti, in geometria affine, due vettori si dicono collineari se esistono due rispettivi rappresentanti situati sopra una stessa retta, ossia se esistono tre punti A, B e C allineati tali che 
{\displaystyle {\overrightarrow {AB}}={\vec {u}}} e {\displaystyle {\overrightarrow {AC}}={\vec {v}}}

I punti a_{1}, a_{2} e a_{3} sono allineati tra loro; I punti b_{1}, b_{2} e b_{3} sono allineati tra loro. Nella figura non ci sono altre combinazioni di tre punti giacenti sulla stessa retta.

La collinearità è una nozione importante in geometria affine, in quanto permette di definire 
- l'allineamento: i punti A, B e C sono allineati se i vettori {\displaystyle {\overrightarrow {AB}}} e {\displaystyle {\overrightarrow {AC}}} sono collineari;
- il parallelismo di due rette: le rette (AB) e (CD) sono parallele se i vettori {\displaystyle {\overrightarrow {AB}}} e {\displaystyle {\overrightarrow {CD}}} sono collineari.

Si nota che il vettore nullo di uno spazio vettoriale è collineare con tutti gli altri vettori.
Sull'insieme dei vettori non nulli la relazione di collinearità è 
- riflessiva: un vettore è collineare con sé stesso;
- simmetrica: se un vettore {\displaystyle {\vec {u}}} è collineare con un vettore {\displaystyle {\vec {v}}}, allora {\displaystyle {\vec {v}}} è collineare con {\displaystyle {\vec {u}}};
- transitiva: se un vettore {\displaystyle {\vec {u}}} è collineare con {\displaystyle {\vec {v}}} e {\displaystyle {\vec {v}}} è collineare con {\displaystyle {\vec {w}}}, allora {\displaystyle {\vec {u}}} è collineare con {\displaystyle {\vec {w}}}.

Queste tre proprietà consentono di affermare che la relazione di collinearità è una relazione d'equivalenza; le sue classi d'equivalenza costituiscono lo spazio proiettivo associato allo spazio vettoriale.

## Proprietà delle coordinate
Tre punti di coordinate (x1,y1), (x2,y2) e (x3,y3)
si dicono collineari, vale a dire giacenti sulla stessa retta in un sistema di riferimento cartesiano a due assi, se e solo se per il determinante che segue, vale che:
{\displaystyle \left|{\begin{array}{ccc}x_{1}&y_{1}&1\\x_{2}&y_{2}&1\\x_{3}&y_{3}&1\end{array}}\right|=0}